# Oszkowice (gromada 1970–1972)
Oszkowice (do 31 XII 1969 Emilianów) – dawna gromada, czyli najmniejsza jednostka podziału terytorialnego Polskiej Rzeczypospolitej Ludowej w latach 1954–1972.
Gromady, z gromadzkimi radami narodowymi (GRN) jako organami władzy najniższego stopnia na wsi, funkcjonowały od reformy reorganizującej administrację wiejską przeprowadzonej jesienią 1954 do momentu ich zniesienia z dniem 1 stycznia 1973, tym samym wypierając organizację gminną w latach 1954–1972.
Gromada Oszkowice z siedzibą GRN w Oszkowicach powstała 1 stycznia 1970 w powiecie łowickim w woj. łódzkim w związku z przeniesieniem siedziby GRN gromady Emilianów z Emilianowa do Oszkowic i zmianą nazwy jednostki na gromada Oszkowice.
Gromada przetrwała do końca 1972 roku, czyli do kolejnej reformy gminnej.
Uwaga: Gromada Oszkowice (o innym składzie) istniała w powiecie łowickim także w latach 1954–61.